# 방극천
방극천(房極天, 1969년 3월 19일 ~ )은 골프 선수, 전 야구 선수이다.

## 프로 야구 선수 시절
전주고 원광대 재학 당시 1년 선배 박성기 박진석에 밀려 등판 기회조차 얻지 못했음에도 1992년 쌍방울 레이더스의 1차 지명을 받고 프로 선수가 되었으나 5년간 1군 경기에서 좋지 못한 성적을 보이지 못한 데다 1997년 초 제주 동계훈련에서 오른쪽 어깨 인대가 파열되어  은퇴하였다.

## 통산기록
| 연도 | 소속   | 평균자책 | 경기 | 승 | 패 | 세 | 홀드 | 완투 | 완봉 | 이닝 | 피안타 | 피홈런 | 4사구 | 탈삼진 | 실점 | 자책점 | 비고 |
| ---- | ------ | -------- | ---- | -- | -- | -- | ---- | ---- | ---- | ---- | ------ | ------ | ----- | ------ | ---- | ------ | ---- |
| 1994 | 쌍방울 | 3.00     | 1    | 0  | 0  | 0  | 0    | 0    | 0    | 3    | 0      | 0      | 3     | 0      | 1    | 1      |      |
| 1995 | 쌍방울 | 0.00     | 3    | 0  | 0  | 0  | 0    | 0    | 0    | 0.2  | 0      | 0      | 0     | 1      | 0    | 0      |      |

## 프로 야구 선수 은퇴 이후
프로 야구 선수 은퇴 후 프로 골프 선수로 활동하고 있다.
1. ↑  성백유 (2001년 5월 25일). “[KPGA] 방극천, 마운드서 못 이룬 꿈 그린에서”. 중앙일보. 2022년 7월 16일에 확인함.
2. ↑  성백유 (2001년 5월 25일). “[KPGA] 방극천, 마운드서 못 이룬 꿈 그린에서”. 중앙일보. 2022년 7월 16일에 확인함.